# Анжис
Анжѝс (на френски: Engis) е селище в Югоизточна Белгия, окръг Юи на провинция Лиеж. Населението му е около 5800 души (2015).